# Ölbach (Wapelbach)
Der Ölbach ist ein 29,6 km langer, rechter Nebenfluss der Wapel in Nordrhein-Westfalen, Deutschland. Er entspringt innerhalb der ostwestfälischen Senne und fließt in südwestliche Richtung über das Gebiet der Kreise Lippe und Gütersloh. Das Gewässer gehört zum Flusssystem der Ems, sein Einzugsgebiet umfasst 81,1 km².

## Flussverlauf
Der Ölbach entspringt drei einzelnen Quellen südöstlich von Oerlinghausen in einer Höhe von 165 m ü. NHN in der Senne in einem stark eingetieften Kastental im Naturschutzgebiet Ölbachtal mit Augustdorfer Dünenfeld. Wie für alle Sennebäche typisch, folgt der Ölbach in annähernd parallelem Verlauf der südwestlichen Abflachung des Teutoburger Waldes. Im Laufe der Jahre haben sich die Quellen immer weiter bachabwärts verlagert, weshalb sich heute oberhalb des eigentlichen Quellgebietes ein Trockental anschließt.
Der Ölbach durchfließt nach Aufnahme des Westerholter Baches zunächst die Stadt Schloß Holte-Stukenbrock. In Stukenbrock befindet sich eine Stauanlage, um Teiche und Nebengewässer, die im Jahr 1975 angelegt wurden und heute teilweise unter Naturschutz stehen, zum Zwecke der Fischzucht mit Wasser bespannen zu können. Nach der Unterquerung der Bundesautobahn 33 fließt das Gewässer durch Schloß Holte. Westlich der Ortschaft befinden sich weitere stehende Gewässer, die durch den Ölbach gespeist werden. Zunächst finden sich zwei Sammelteiche, die der ehemaligen Holter Eisenhütte als Wasserreservoir dienten. Kurz darauf erreicht der Ölbach dann das Holter Schloß, dessen Gräfte er ebenfalls mit Wasser versorgt. An diesem Punkt ist das Gewässer bereits in den Holter Wald eingetreten und passiert kurz darauf die dort befindliche 1000-jährige Eiche.

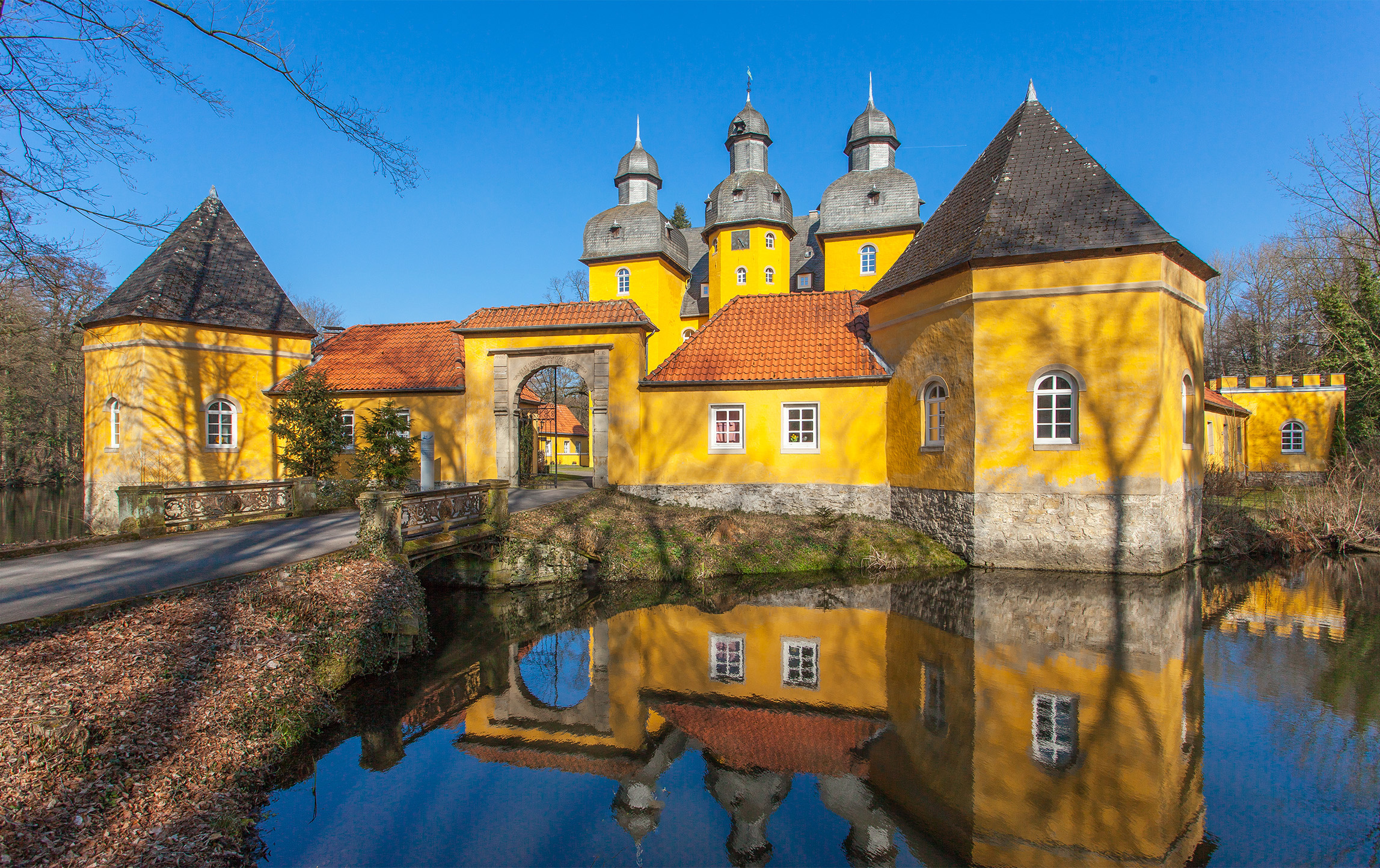
Wasserfläche vor dem Holter Schloss

 Anschließend durchfließt der Ölbach zentral den Holter Wald und nimmt dort, bereits auf dem Stadtgebiet von Verl, den Landerbach auf. Im weiteren Verlauf wird Verl nördlich des Ortskerns durchflossen und teilt sich daraufhin in Höhe des im Ortsteil Sürenheide befindlichen Verler Sees zeitweise in einen Altarm (Alter Ölbach) und einen neueren Arm (Neuer Ölbach) auf. Südwestlich dieses in den 1980er Jahren entstandenen und vom Ölbach gespeisten Baggersees bildet der Flussverlauf in einem insgesamt 7,5 km langen und ausschließlich ländlichen Teilstück die Grenze der Stadt Gütersloh. Zunächst handelt es sich um die Grenze zur Stadt Verl und darauf folgend zur Stadt Rietberg, wo der Ölbach nördlich am Rietberger Ortsteil Varensell vorbeiführt. Schließlich bildet der Bach die Grenze zwischen Gütersloh und Rheda-Wiedenbrück, bevor er auf Höhe des Durchflusses der A2 komplett Rheda-Wiedenbrücker Boden im Bereich des Ortsteils Lintel betritt.
Kurz nachdem innerhalb eines Waldstücks das Gut Schledebrück passiert wurde, nimmt der Ölbach rechtsseitig das 8,3 Kilometer lange aus Spexard zulaufende Wiedey-Flüsschen auf und mündet kurz darauf im Rhedaer Forst in die Wapel, welche über die Dalke in die Ems abfließt.
Das Gewässer überwindet während seiner Fließstrecke einen Höhenunterschied von 96 Metern, somit ergibt sich ein mittleres Sohlgefälle von 3,2 ‰.

### Nebengewässer

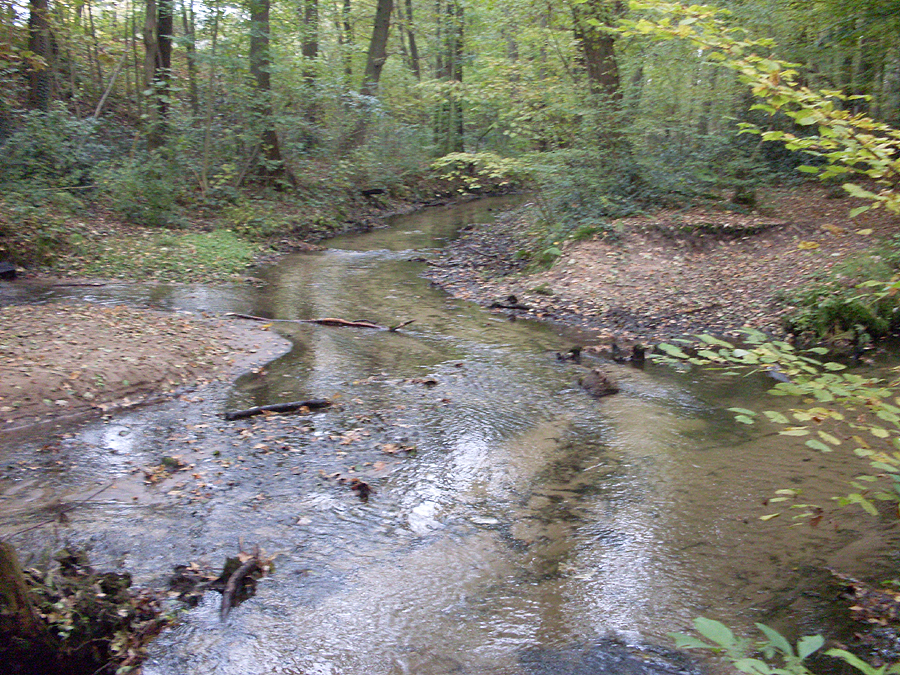
Zusammenfluss von Westerholter Bach (Mitte) und Schnakenbach (links) in den Ölbach

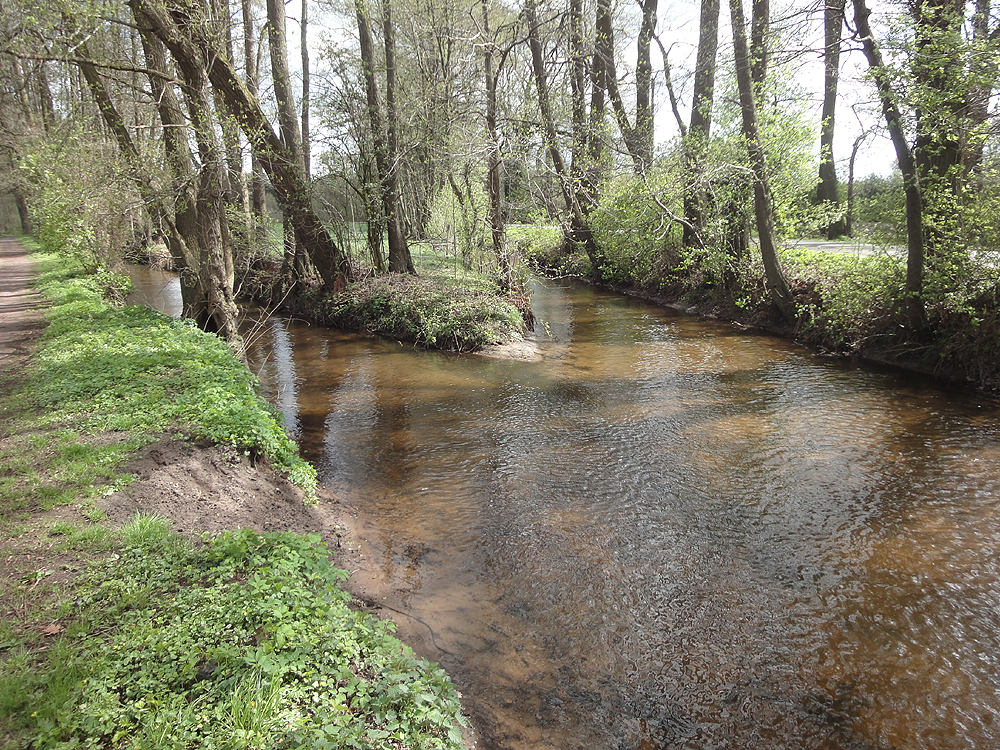
Einmündung des Landerbaches (links)

Das größte Nebengewässer des Ölbaches ist der Landerbach, der bei etwas mehr als elf Kilometern Länge über ein Einzugsgebiet von rund 21,5 km² verfügt. Dem Landerbach fließen wiederum der Krampsbach sowie der Dalbkebach zu, bei dem es sich um einen Ableiter des Menkhauser Baches handelt und somit für eine Verbindung zwischen dem Menkebach und dem Ölbach-System sorgt. Eine Reihe kleinerer, namenloser Bäche fließen dem Ölbach aus dem Holter Wald kommend zu, somit entwässern mit Ausnahme des Rodenbaches alle durch den Holter Wald führenden Fließgewässer in ihn. Die direkten Zuflüsse des Ölbaches summieren sich auf eine Fließstrecke von 40,05 km. Berechnet man auch die in diese Bachläufe führenden Gewässer mit ein, ergibt sich ein Nebengewässernetz von 65,62 km Länge.
Die nachstehende Tabelle zeigt die Nebengewässer des Ölbaches in der Reihenfolge von der Quelle zur Mündung. Genannte Parameter sind die orografische Lage, die Mündungsposition mit Angabe des Stationierungskilometers, die Länge, die Größe des Einzugsgebietes, die Mündungshöhe sowie die Gewässerkennzahl.
| Name              | Lage   | Stat. in km | Länge in km | EZG in km² | Mündungshöhe in m ü. NHN | GKZ       |
| ----------------- | ------ | ----------- | ----------- | ---------- | ------------------------ | --------- |
| Westerholter Bach | rechts | 25,7        | 1,568       | 5,683      | 128                      | 31284 2   |
| N.N.              | links  | 19,1        | 2,958       |            | 102                      | 31284 312 |
| N.N.              | rechts | 17,0        | 4,381       |            | 96                       | 31284 32  |
| N.N.              | rechts | 16,0        | 1,704       |            | 94                       | 31284 34  |
| Landerbach        | rechts | 15,0        | 11,392      | 21,464     | 92                       | 31284 4   |
| N.N.              | links  | 13,8        | 2,473       |            | 90                       | 31284 92  |
| N.N.              | rechts | 13,1        | 3,765       |            | 89                       | 31284 94  |
| Alter Ölbach      | rechts | 8,0         | 3,480       |            | 81                       | 31284 96  |
| Wiedey-Flüsschen  | links  | 0,2         | 8,329       |            | 72                       | 31284 98  |

## Infrastruktur am Ölbach
Während des gesamten Gewässerverlaufs führen der Europaradwanderweg R1 und die in diesem Bereich deckungsgleiche „D-Netzroute 3“ mehrfach am Lauf des Ölbaches entlang oder queren diesen. Im Bereich des Holter Waldes haben zudem die BahnRadRoute Teuto-Senne und im mündungsnahen Unterlauf auch die BahnRadRoute Hellweg-Weser Berührungspunkte mit dem Bachlauf.
In Schloß Holte kreuzt die von Bielefeld nach Paderborn führende Senne-Bahn (KBS 403) den Ölbach, darüber hinaus kreuzt mit der Linie Gütersloh-Verl-Kaunitz-Hövelhof der Teutoburger Wald Eisenbahn (TWE) eine weitere Bahntrasse das Gewässer. Neben den Bundesautobahnen 2 und 33 quert kurz vor der Mündung die Bundesstraße 61 den Ölbach, sowie bei Stukenbrock der ehemalige von Sennestadt nach Paderborn führende Abschnitt der Bundesstraße 68, der nach Fertigstellung der A 33 jedoch zur Landesstraße 756 zurückgestuft wurde.

## Geologie
Der Ölbach stellt wie auch die benachbarten in der Senne entspringenden Fließgewässer den klassischen Typ eines Sandbaches dar, dessen Sedimente durch den Einfluss von Schmelzwasser nach der Saale-Eiszeit in einer bis zu 60 Metern starken Schicht abgelagert wurden. Diese immensen Sandmengen stammen vom durch das Eis zerriebenen Osning-Sandstein aus dem Teutoburger Wald.
Der Teutoburger Wald ist zudem von einer wasserundurchlässigen Mergelschicht durchsetzt, die innerhalb der Senne die Oberfläche erreicht und an deren Kanten die Sennebäche zu Tage treten.
Während die oberste Ölbachquelle durch vermutlich oberflächennahes Grundwasser gespeist wird, fördert die unterste rund 100 Meter weiter bachabwärts befindlichen Quelle karbonatreiches Tiefenwasser zutage und führt zu einer Senkung der Wassertemperatur um rund ein Grad.

## Klima

Durchschnittliche Regenmenge in Oerlinghausen 1961–1990

Der Lauf des Ölbaches befindet sich in der gemäßigten Klimazone
Mitteleuropas. Durch die Lage im subatlantischen Seeklima herrscht ganzjährig ein humides Klima mit relativ gleich verteilten Niederschlägen vor. An der Messstation in Oerlinghausen und somit im Bereich der Quellen fallen im langjährigen Mittel insgesamt 1026 mm Niederschlag je Jahr. Somit fällt in diesem Bereich deutlich mehr Niederschlag als im deutschen Mittel (700 mm). In Verl und somit im Mittellauf des Gewässers beträgt die Niederschlagssumme im langjährigen Mittel lediglich etwa 770 bis 830 mm, für den Unterlauf gelten ähnliche Werte. Die hohe Niederschlagsmenge im Quellbereich ist durch Steigungsregen beeinflusst, da sich die Senne am Südhang des Teutoburger Waldes befindet. Diese Umstände wirken sich auch auf die Abflussmenge des Ölbaches aus, die am Pegel Verl im Mittel bei 636 l/s liegt.
Aufgrund der relativ hohen Fließgeschwindigkeit friert der Bach auch bei starken Minusgraden nicht zu; eine frostfreie Rinne in der Mitte des Bachbettes bleibt auch bei länger andauernden Frostperioden erhalten.

## Umwelt

### Gewässertyp
Der Lauf des Ölbaches lässt sich in zwei Fließgewässertypen unterteilen: Von der Quelle bis zum Eintritt in das Verler Stadtgebiet gilt das Gewässer als sandgeprägter Tieflandbach (Typ 14), ab hier zählt der Bach mit zunehmend breiter werdender Flussaue bis zu seiner Mündung als Kleines Niederungsfließgewässer in Fluss- und Stromtälern (Typ 19).

### Naturschutzgebiete

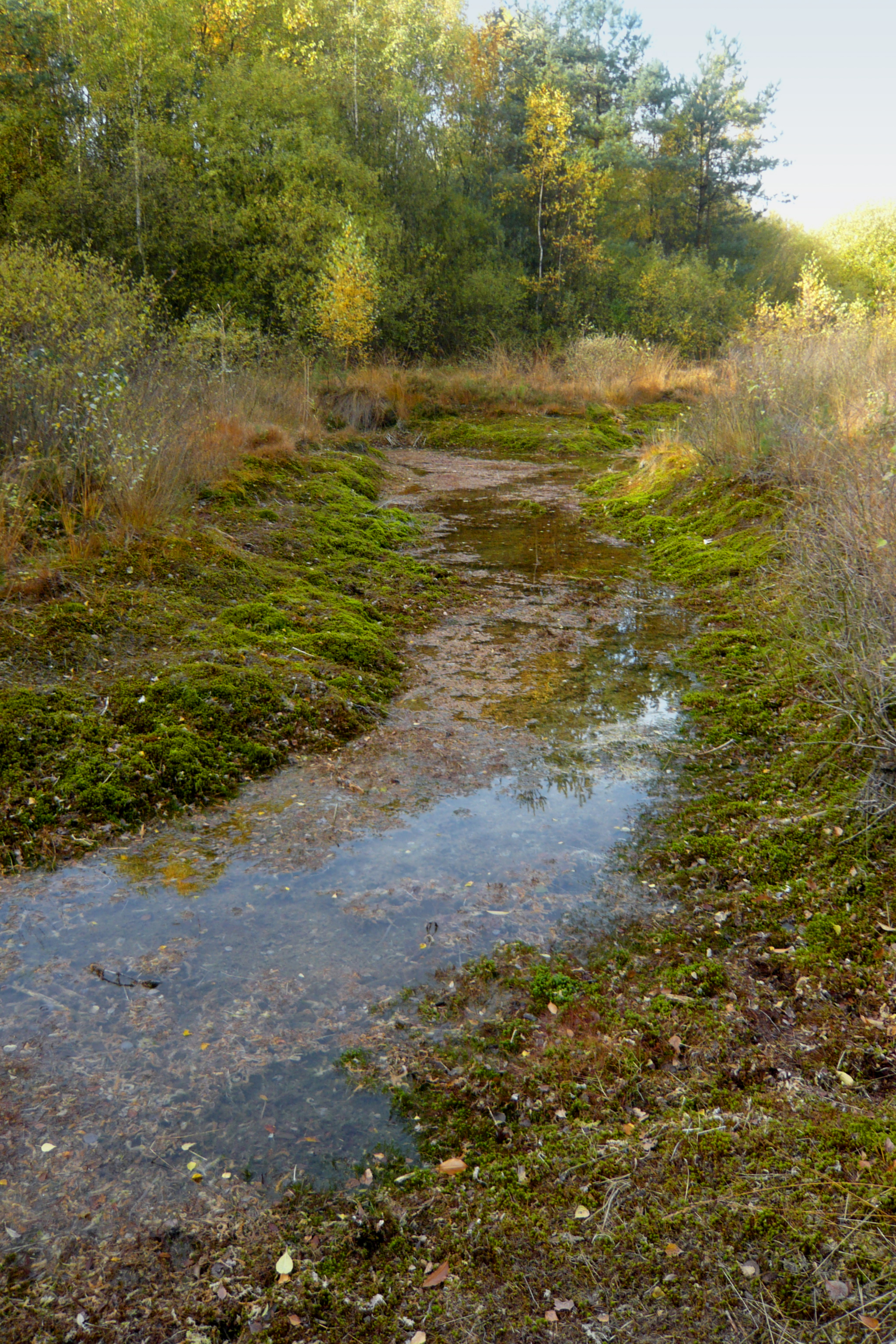
Eine der Ölbachquellen im Naturschutzgebiet Ölbachtal mit Augustdorfer Dünenfeld

Die Quellregion des Ölbaches befindet sich innerhalb des rund 169 ha großen Naturschutzgebietes "Ölbachtal mit Augustdorfer Dünenfeld", das sich größtenteils über das Gebiet des Kreises Lippe und zum wesentlich kleineren Teil über das Gebiet des Kreises Gütersloh erstreckt. Die Schutzfläche charakterisiert sich durch das Kastental des quellnahen Bachlaufes, großflächige Kiefernwälder sowie durch vereinzelte Heideflächen und die namensgebenden
Dünenfelder.
Auf dem Gebiet von Schloß Holte-Stukenbrock ist darüber hinaus der durch den Ölbach durchquerte Holter Wald mit seinen kleinflächigen Moorböden und seiner Bedeutung für baumhöhlenbewohnende Arten auf insgesamt 619 ha Fläche als Schutzgebiet ausgewiesen.
Die Naturschutzgebiete Kipshagener Teiche in Schloß Holte und Fleckernheide in Sende befinden sich zwar in unmittelbarer Nähe des Bachlaufes, berühren diesen jedoch nicht.

### Flora und Fauna
Der Ölbach lässt sich in zwei Fischregionen unterteilen: Bis zur Höhe des Holter Schlosses zählt das Gewässer zum "oberen Forellentyp (Tiefland)" sowie unterhalb dieses Punktes zum "unteren Forellentyp (Tiefland)". Unterschieden werden beide Typen hinsichtlich der geringeren Fließgeschwindigkeit, der vorherrschenden Substrate und der abweichenden Wassertemperaturen. Leitfisch beider Regionen ist die Bachforelle. Insgesamt weist der Ölbach jedoch überwiegend unbefriedigende Verhältnisse für eine Besiedlung durch Fische auf, was vor allem durch Wanderhindernisse in Form von Querbauwerken geschuldet ist. Im Gegensatz dazu bietet der Ölbach vor allem im Mittel- und Unterlauf sehr gute Bedingungen für am Gewässerboden lebende Organismen wie zum Beispiel für Flohkrebse oder die Larven von Haften und Köcherfliegen.
Vornehmlich im Bereich zweier Stauteiche, die der Fischzuchtanlage in Stukenbrock zum Zwecke der Frischwasser-Einspeisung vorgelagert sind, gibt es ein Vorkommen der Wasserfledermaus. Die Schloß Holter Sammelteiche und der Schlossgraben sind Laichgewässer zahlreicher Amphibien, vor allem Grasfrösche finden sich in größeren Beständen. Im gesamten Verlauf des Ölbaches können sowohl der Eisvogel, als auch die Wasseramsel beobachtet werden. In unmittelbarer Ufernähe des Gewässers sind feuchtigkeitsliebende Baumarten wie Erlen und Eschen anzutreffen.

## Gewässergüte

### Wasserqualität
Die Wasserqualität des Ölbaches und seiner Zuflüsse wird unter anderem durch Stoffeinträge aus der Landwirtschaft wie Nitrate (Düngemittel) und Pestizide sowie einer hohen Belastung aus der Siedlungsentwässerung beeinträchtigt. Im Bachwasser wurden Metalle wie Zink, Kupfer, Blei oder Cadmium festgestellt. Ein nicht unerheblicher Anteil dieser Verunreinigungen dürfte nach Einschätzung des Landesamtes für Natur, Umwelt und Verbraucherschutz aus dem Niederschlagswasser stammen. Über Zuleitungen aus dem Straßennetz können Metalle über Autoverkehr oder Reifenabrieb in das Gewässer gelangen; aber auch Metalldächer, Regenrinnen und industriell genutzte Flächen tragen zur Verschmutzung bei.
Im unmittelbaren Quellbereich des Ölbaches zeigen sich ausgeprägte Folgen von Bodenversauerung in Form von besiedlungsfeindlich wirkenden Ausflockungen von Aluminium, das mit zunehmender Versauerung aus dem Boden freigesetzt wird. Gründe für die starke Versauerung der Ölbachquellen sind die geringe Pufferkapazität des karbonatarmen
Sennebodens gegenüber Einträgen aus der Atmosphäre sowie die verstärkte Aufnahme von in der Luft befindlichen Schadstoffen durch die standorttypischen Kiefernbestände. Aufgrund dieser Besonderheiten dienen die Quellen seit dem Jahr 1990 als Trendmessstelle im Rahmen des landesweiten Gewässerüberwachungssystems. Unterhalb der Quellen erfolgt jedoch eine rasche Neutralisation des Bachwassers.
Insgesamt hat sich die Gewässergüte des Ölbaches im gegenüber den Untersuchungen aus dem Jahr 1998 jedoch verbessert. Während das Gewässer in diesem Zeitraum vor allem im Unterlauf noch der Gewässergüteklasse II-III zugeordnet wurde und damit als "kritisch belastet" galt, kann in diesem Abschnitt laut dem Ergebnis aus dem Jahr 2009 durchgängig die Güteklasse II erreicht werden, was einer nur noch mäßigen Verunreinigung des Bachwassers entspricht.

### Strukturgüte

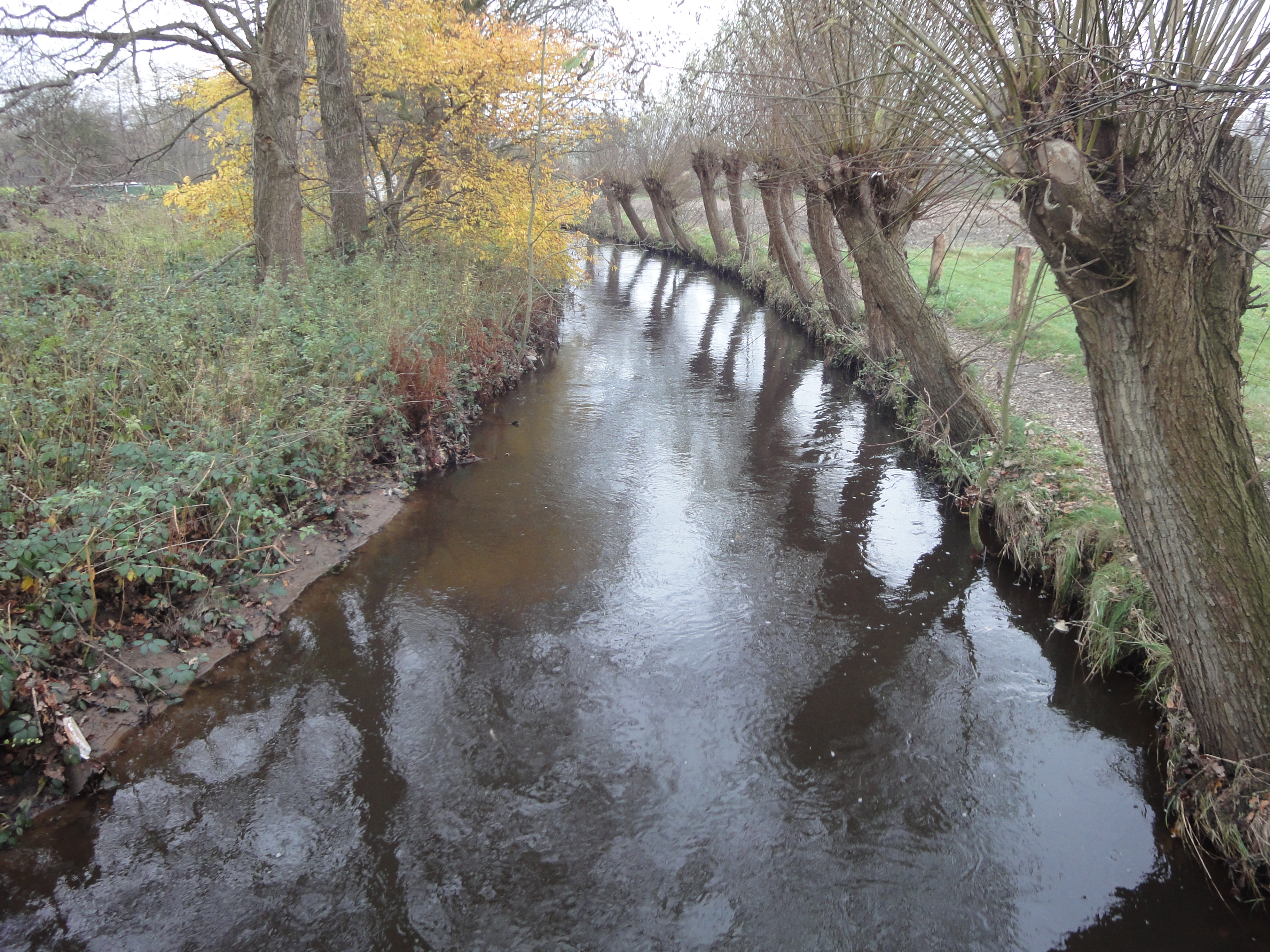
Begradigter Ölbach nördlich von Verl

Obwohl der Lauf des Ölbaches durch überwiegend ländliche und zum Teil auch geschützte Flächen
führt, bestehen im gesamten Gewässerverlauf strukturelle Gewässerschäden. Der Strukturbericht
des Landesumweltamtes Nordrhein-Westfalen aus dem Jahr 2005 stellt fünf verschiedene Strukturgüteklassen im Gewässerlauf fest. Die erheblichsten Defizite finden sich im Ortsgebiet von Stukenbrock, da der Ölbach hier abschnittweise verrohrt ist und nur in kleinen Bereichen frei fließt. In diesem Bereich wird der Bachlauf vorwiegend der Güteklasse VII zugeordnet, was einer vollständigen Veränderung und übermäßigen Schädigung der Gewässerstruktur entspricht.
Die Gewässerstruktur verbessert sich im Bereich des Holter Waldes, wo die Bachaue
überwiegend von Wald und Grünland eingenommen wird. In Teilabschnitten kann hier die Güteklasse III erreicht werden, was einer mäßigen Beeinträchtigung entspricht. Im Ortsbereich von Verl weist der Ölbach vorwiegend eine starke Strukturschädigung auf und wird entsprechend der Güteklasse VI zugeordnet, was in diesem Bereich vor allem der Begradigung des Flussbettes geschuldet ist. Im Unterlauf, in dem der Ölbach die Gütersloher Stadtgrenze markiert und keine weiteren Siedlungsbereiche durchquert, kann die Strukturgüte jedoch wieder etwas positiver bewertet werden. Oft wird hier die einer deutlichen Beeinträchtigung entsprechende Güteklasse IV erreicht, im Bereich der Mündung auch wieder die Güteklasse III.
Insgesamt sind jedoch im Verlauf des Ölbaches erhebliche wasserbaulichen Veränderungen
festzustellen, die vor allem auf Verdolungen, Stauanlagen, Wehre und Begradigungen zurückzuführen sind. Laut des Gewässergüteberichtes aus dem Jahr 2001 gelten rund 78 % der Gesamtfließstrecke des Ölbaches als naturfern oder naturfremd.

## Bauwerke am Ölbach

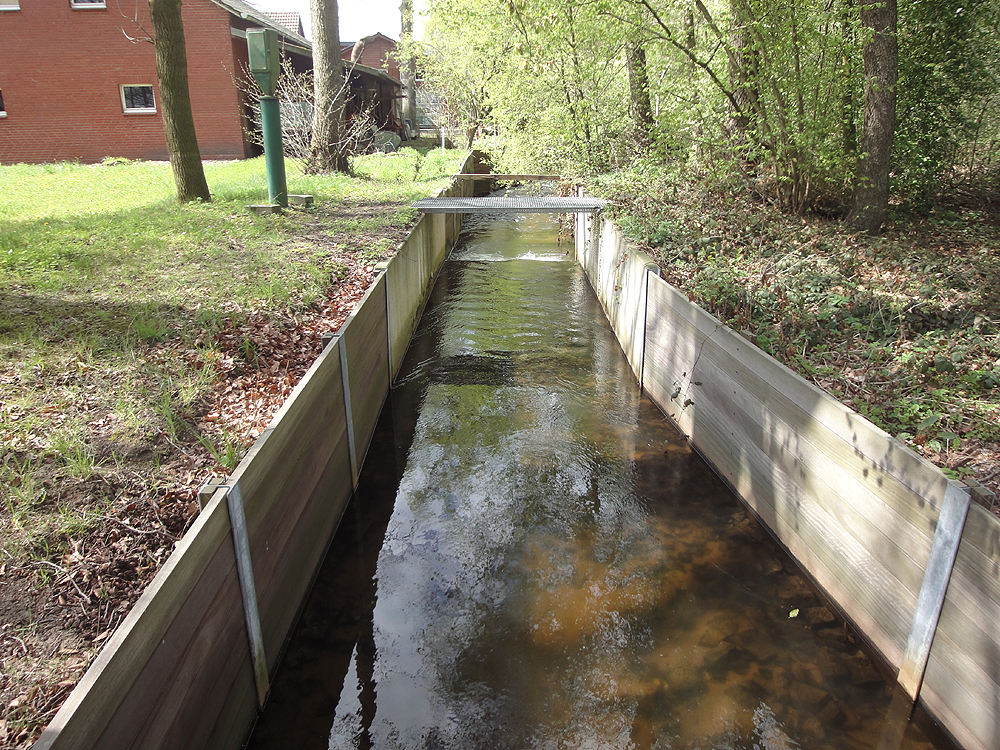
Messanlage Verl mit Schreibpegel

### Messstellen
Zur Erfassung der Abflussmengen des Ölbaches bestehen im Flussverlauf insgesamt fünf Messanlagen, die jeweils mit Schreibpegeln ausgestattet sind und in denen der Bachbett jeweils in ein hölzernes Messprofil gefasst wurde.
Flussabwärts betrachtet befindet sich die erste Anlage im Oberlauf auf Höhe der Mühle Bokelmeyer, während die zweite Anlage im Siedlungsbereich von Stukenbrock zu finden ist. Bei dieser Messstelle handelt es sich um den ältesten Pegel, der bereits im
November 1932 in Betrieb genommen wurde. Die dritte Messanlage existiert bei Schloß Holte im Holter Wald, und die vierte Station auf Höhe der Mühle Mühlgrund bei Sende. Die letzte Messanlage liegt schließlich am Waldrand östlich des Verler Ortsgebietes.

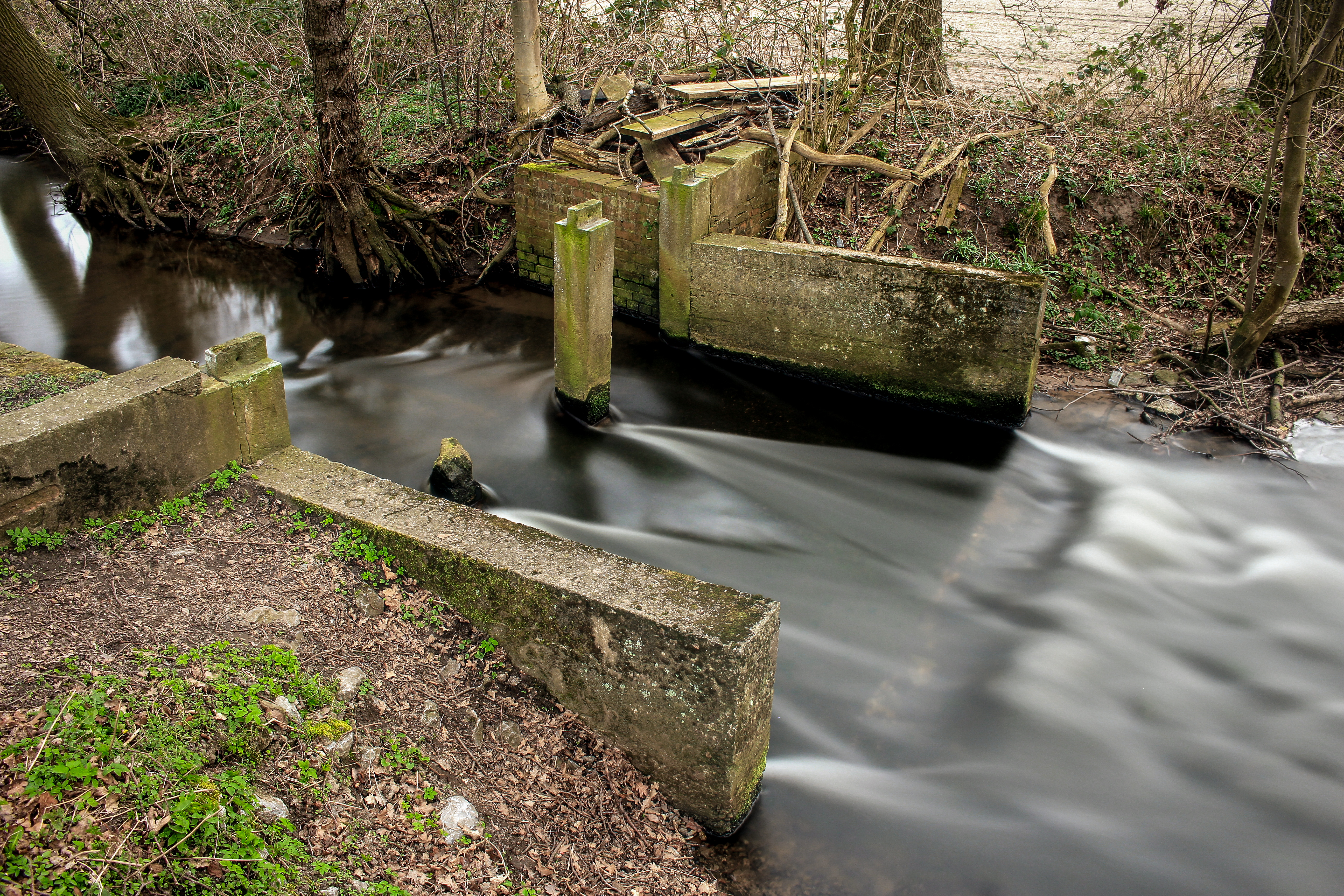
Altes Stauwehr des Ölbaches

### Stauanlagen
Wie auch im benachbarten Landerbach finden sich im Ölbach an mehreren Stellen Reste alter Stauwehre. Diese wurden früher geschlossen, um die angrenzenden Wiesen zu überfluten und die nährstoffarmen Böden durch die Schwebstoffe zu düngen. Ziel dieses als "Wiesenflößen" bezeichneten Vorgangs war es, eine mehrmals im Jahr mögliche Mahd zur Heugewinnung auch in trockenen Jahren zu erreichen. Um Konflikte mit Mühlenbesitzern und die Bevorteiligung von bachaufwärts gelegenen Wehrbetreibern zu verhindern, waren für das Flößen einzuhaltende Zeitabstände und zulässige Stauhöhen seinerzeit durch den zuständigen Regierungsbezirk reglementiert.
Erst mit dem Aufkommen des Kunstdüngers in der ersten Hälfte des 20. Jahrhunderts wurde die Methode des Wiesenflößens eingestellt.

### Holter Eisenhütte
Das Zeitalter der Industrialisierung begann am Ölbach im Jahr 1839, als der Rittergutsbesitzer Friedrich Ludwig Tenge die Holter Eisenhütte errichtete, in der ab 1842 das im Bereich von Schloß Holte vorkommende Raseneisenerz verhüttet wurde. Das Raseneisenerz entstand im norddeutschen Raum nach der letzten Eiszeit während des Holozäns und bildete sich vor allem in Flussniederungen in von eisenhaltigem Grundwasser durchströmten fein- bis mittelkörnigen Sanden. Neben dem hohen Vorkommen des Raseneisenerzes trugen auch der Holter Wald und der Ölbach zur Standortwahl bei: Die aus dem Holter Wald gewonnene Holzkohle wurde dem zur Verhüttung eingesetzten Hochofen zugeführt, und die Maschinen der Eisenhütte wurden durch die Wasserkraft des Ölbaches betrieben. Hierzu wurde das Gefälle des Gewässerbettes bedeutend vertieft, um Wasserräder und später eine Wasserturbine zum Einsatz bringen zu können.
Als Reservoir für wasserarme Zeiten entstanden im Jahr 1843 rund 500 Meter bachaufwärts zwei durch den Ölbach gespeiste Sammelteiche. Als die Holter Eisenhütte ihren Betrieb im Jahr 1966 einstellte, nachfolgend verfiel und schließlich größtenteils abgerissen wurde, blieben diese Sammelteiche erhalten. Heute bilden die beiden Gewässer ein Feuchtbiotop und können über einen Naturlehrpfad umwandert werden. Nachdem die Verbindung zwischen dem Ölbach und den Sammelteichen in den letzten Jahrzehnten über ein Stauwehr geregelt wurde, erfolgt die Anbindung nach Umbaumaßnahmen heute über einen offenen Wasserlauf, der den Höhenunterschied über Sohlschwellen überwindet und somit eine Durchgängigkeit für die Gewässerfauna herstellt.

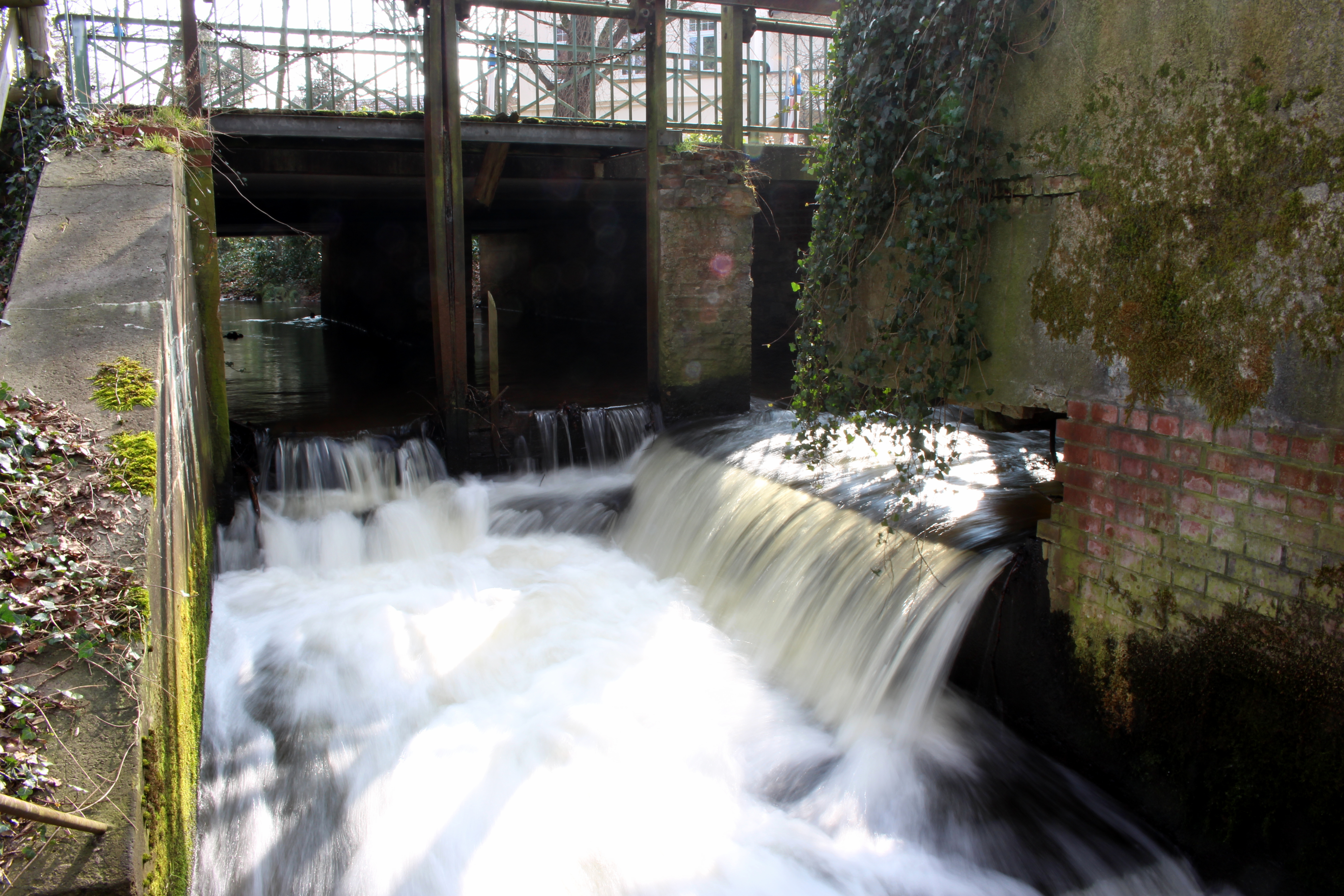
Ölbach an der ehemaligen Verler Dorfmühle

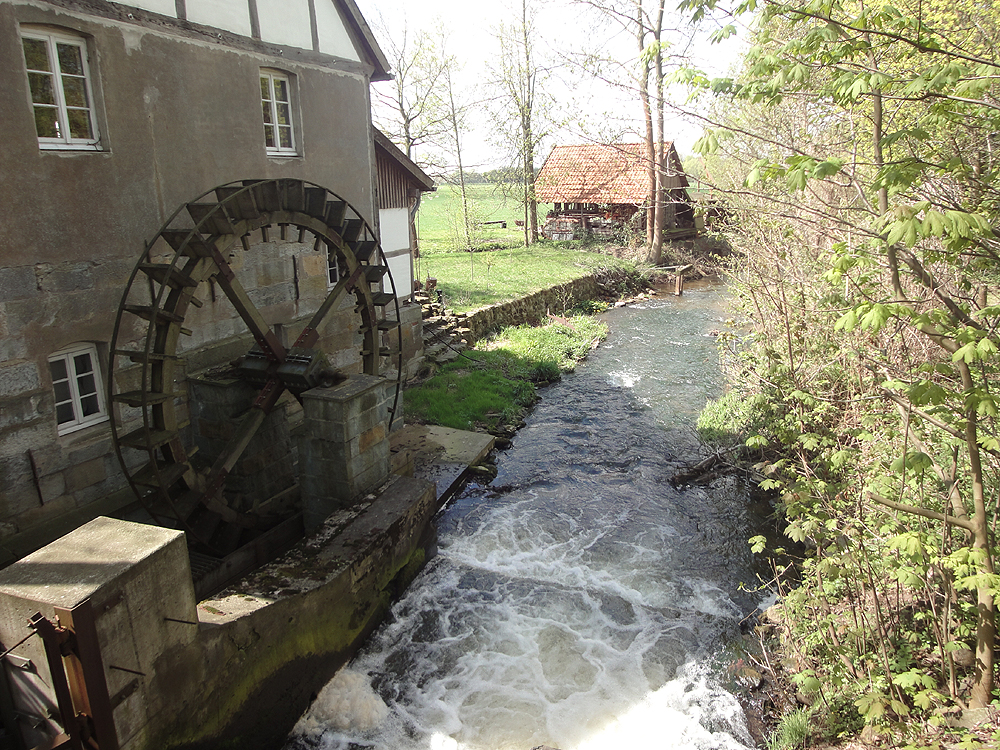
Neuer Ölbach an der Delkenmühle bei Varensell

### Wassermühlen
Mit dem Wasser des Ölbaches wurden schon vor Jahrhunderten Wassermühlen betrieben.
In Stukenbrock befindet sich bereits rund einen Kilometer unterhalb des Quellgebietes die Mühle Bokelmeyer-Stennenberg, die ehemals zur Herstellung von Papier betrieben wurde.
Das Haus Mühlgrund befindet sich am Rande des Naturschutzgebietes Holter Wald im Verler Ortsteil Sende. Bei diesem Bauwerk handelt es sich um eine restaurierte Getreidemühle mit rückschlächtigem Wasserrad, zwei Mahlgängen und moderner Stromerzeugung über eine Wasserturbine. Das Gebäude ist bewirtschaftet und stellt heute ein vor allem bei Radwanderern beliebtes Ausflugsziel dar.
Bei der Verler Dorfmühle handelt es sich um einen Fachwerkbau mit Krüppelwalmdach. Die am nördlichen Ortseingang befindliche Mühle ist die älteste Mühle im Stadtgebiet; sie wurde bereits erstmals im Jahr 1370 urkundlich erwähnt und besitzt einen Fachwerkkern, der auf das Jahr 1598 zurückgehen soll. Ihr heutiges Erscheinungsbild verdankt sie einer umfassenden Erneuerung im Jahr 1819. Die Dorfmühle ist heute nicht mehr in Betrieb, ein Mühlrad existiert ebenfalls nicht mehr.
Die denkmalgeschützte Bunten Mühle befindet sich im Verler Ortsteil Sürenheide in unmittelbarer Nähe des Verler Sees. Bei diesem im Jahr 1832 errichteten Bauwerk handelt es sich um ein Vierständer-Fachwerkgebäude mit Längsdeele. Die Mühle verfügt über zwei Steingänge, Mischer und Sichter sowie ferner über eine Wasserturbine, die bei optimaler Auslastung 7,5 kWh Strom produziert. Zum Betrieb der Bunten Mühle wurde mit dem Neuen Ölbach ein Gewässerarm in den höheren Süden verlegt mit dem Ziel, eine möglichst große Absturzhöhe für die Energiegewinnung zu erreichen.
Die Delkenmühle liegt nördlich von Varensell ebenfalls am Lauf des Neuen Ölbaches. Das denkmalgeschützte Bauwerk wurde im Jahr 1725 erbaut und verfügte ursprünglich über ein großes unterschlächtiges Wasserrad, welches später durch zwei Wasserräder unterschiedlicher Größe ersetzt wurde. Nachdem das Gebäude nach Einstellung des Mahlbetriebes kein Mühlrad mehr besaß, wurde es in den 1990er Jahren restauriert und das ursprüngliche Mühlrad wiederhergestellt. Bei der Rekonstruktion halfen Teile der alten Mühlräder, die im Schlick des Ölbaches gefunden werden konnten.
Die letzte Mühle vor der Mündung ist die aus dem 12. Jahrhundert stammende Wassermühle Schledebrück, die
sich auf dem gleichnamigen Gut bei Lintel befindet.

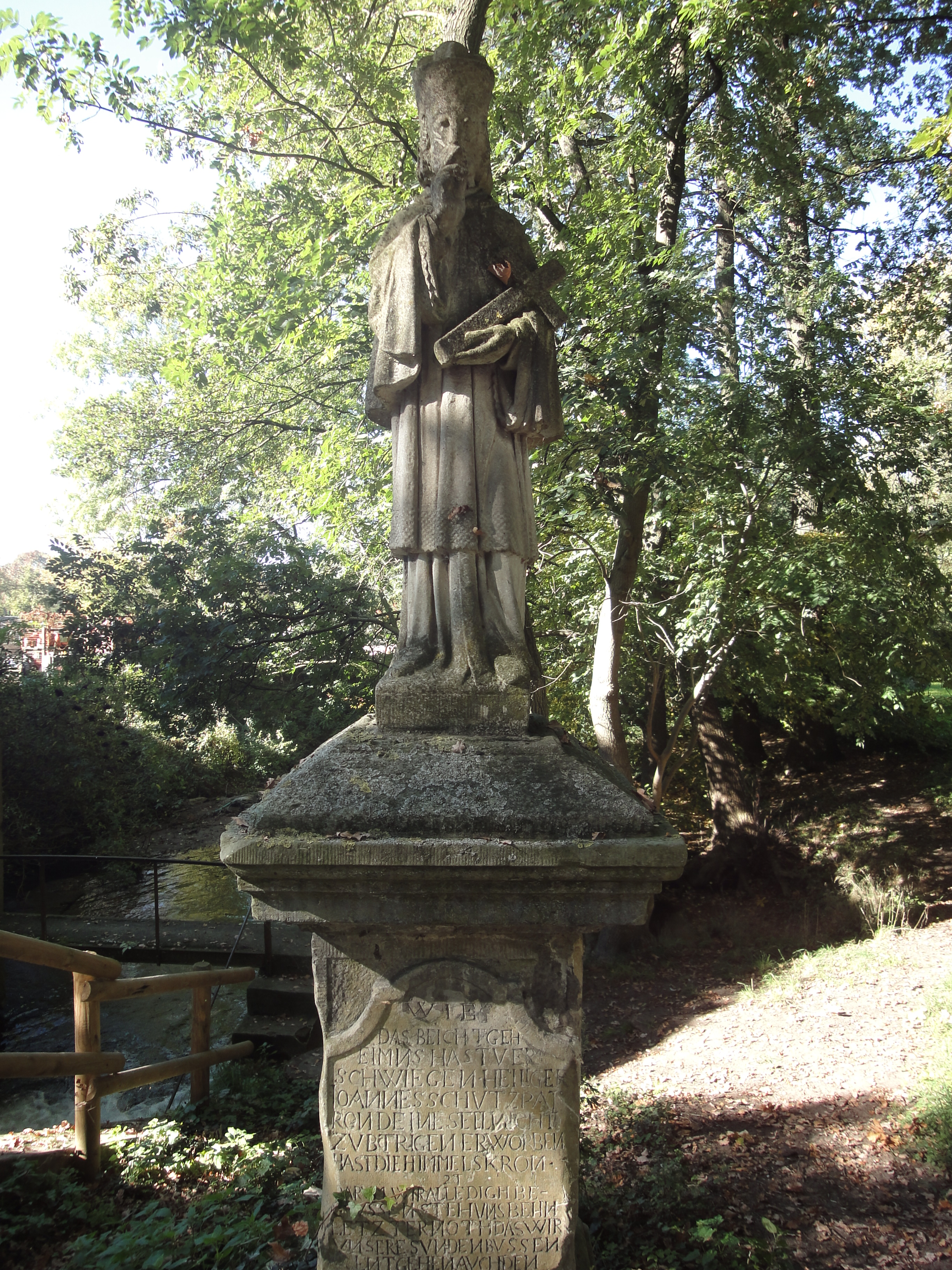
Nepomuk-Standbild an der Verler Dorfmühle

### Nepomuk-Standbild
Auf Höhe der vor der Verler Dorfmühle gelegenen Straßenbrücke befindet sich ein Standbild des heiligen Johannes Nepomuk, der unter anderem als Schutzpatron der Brücken sowie als Patron gegen Wassergefahren gilt. Das Standbild war ursprünglich eine hölzerne Figur, stammt aus dem Jahr 1752 und wurde auf Geheiß der damaligen Grafen zu Rietberg-Kaunitz gefertigt, die im 18. Jahrhundert Nepomuk zum Schutzpatron der Grafschaft Rietberg machten. Nach der Zerstörung der Figur im Jahr 1920 wurde das Standbild durch eine Figur aus Stein ersetzt, die im Jahr 1976 jedoch ebenfalls zerstört worden ist. In Anlehnung an diese Steinfigur wurde die Statue 1980 neu errichtet. Die heutige Version der Nepomuk-Statue trägt allerdings weiterhin das Entstehungsjahr 1752 in der Sockelinschrift.

## Etymologie
Die Herkunft des Namens "Ölbach" lässt sich nur mutmaßen; stichhaltige Beweise konnten bisher nicht erbracht werden. Möglicherweise bezieht sich der Begriff auf am Bachlauf befindliche Mühlen, die einst auch der Gewinnung von Speiseöl gedient haben sollen. Eine andere Theorie richtet sich auf schimmernde und wie eine Ölschicht wirkende Stellen auf der Wasseroberfläche, die in einigen Abschnitten des Gewässers sichtbar und auf das natürliche Vorkommen von Eisenhydroxid im Bachwasser zurückzuführen sind.
Ein weiterer Erklärungsversuch zur Namensherkunft ist das aus der niederdeutschen Sprache stammende Wort „Ohlie“, was Sumpf bedeutet.

## Sonstiges
Vor allem die Einwohner Verls zeigen eine große Verbundenheit zu dem Gewässer, so ist für Verl auch die Bezeichnung „Ölbachgemeinde“ bzw. seit der Erhebung zur Stadt auch „Ölbachstadt“ üblich. Ferner bezieht sich ein Musikstück mit der Textzeile "Verl am Ölbach (...)" direkt auf die Verbundenheit der Stadt zu diesem Flusslauf.